# Individuálpszichológia
Az individuálpszichológia az egyén és társadalom viszonyának, összeütközéseinek vizsgálatára alapozott mélylélektani irányzat.

## Általános jellemzők
Az individuálpszichológia a pszichoanalízis és a jungi analitikus pszichológia mellett a harmadik klasszikus, nagy pszichoterápiás irányzat. Alapítója Alfred Adler (1870-1937) bécsi orvos, aki a gyógyító munka mellett nagy figyelmet szentelt a mentálhigiénia és a megelőzés kérdéseinek. Az individuálpszichológia az emberi lélek tudattalan tartományának szerepét értékeli, a személyiség társadalmi-lény voltát helyezi előtérbe. A társas élet versengése, sérülései okoznak zavart. Adler véleménye szerint: „az egyén minden erejével arra törekszik, hogy az embertársaival való együttélés összefüggéseit keresse, s azon belül saját biztonságát megtalálja”.
Adler az egó (énmag) felsőbbrendűségi törekvései és környezetének interakcióját (kölcsönhatását) tekinti viselkedésünk mozgatórugójának. Azt vallotta, hogy az embert elsősorban társadalmi szükségletek motiválják. Nem csupán azt állítja, hogy az embert a társadalmi hatások szocializálják, hanem azt is, hogy maga a szociális érdeklődés - veleszületett tulajdonság.
Az individuálpszichológia vezette be a kisebbrendűségi komplexus fogalmát is.

## Elsőszülött / másodszülött
Az elsőszülött (örökös) hajlamosabb az értékőrző (konzervatív) hozzáállásra, a biztonság (stabilitás) fenntartására. A másodszülött alig örököl. Érdekelt változtatni a helyzeten, lázad.
Adler munkásságának másik jelentős terméke a kreatív én fogalmának megteremtése. Ez egy szubjektív rendszer, amely értelmezi és jelentéssel látja el a szervezet élményanyagát.
Adler tanainak harmadik vonala a személyiség egyediségének és a saját életstílusnak a hangsúlyozása. Adler elméletében nem tulajdonít nagy jelentőséget a szexuális ösztönöknek, mivel szerinte az ember elsősorban társadalmi lény. A tudatot helyezte a személyiség középpontjába, szerinte az ember általában tisztában van viselkedése okaival.

## Magyar Individuálpszichológiai Egyesület
Mádai István, Kulcsár István és Rácz Jenőn kívül 100-150 fő munkált. A nevelésügyet igyekeztek vele összekapcsolni. A mai tanácsadásra is kihat.